# Холоша, Алёна Анатольевна
Алёна Анатольевна Холоша (26 января 1982 года, Черкассы, Украинская ССР, СССР) — украинская прыгунья в высоту, бронзовый призёр чемпионата Европы 2012, участница летних Олимпийских игр 2012, чемпионка Украины 2012 и 2013 года, мастер спорта международного класса.

## Биография и карьера
Занимается прыжками в высоту с 8 класса средней школы. Дебютировала на международной арене в 1999 году. На национальных соревнованиях представляла Николаев. После сезона 2014 года завершила карьеру.

## Основные результаты
| Год  | Соревнования                 | Место проведения       | Место  | Результат |
| ---- | ---------------------------- | ---------------------- | ------ | --------- |
| 1999 | Чемпионат мира среди юношей  | Быдгощ, Польша         | 6      | 1,79 м    |
| 2000 | Чемпионат мира среди юниоров | Сантьяго, Чили         | 20 (q) | 1,75 м    |
| 2003 | Летняя Универсиада           | Тэгу, Южная Корея      | 6      | 1,88 м    |
| 2003 | Всемирные военные игры       | Катания, Италия        | 4      | 1,83 м    |
| 2008 | Кубок Европы в помещении     | Москва, Россия         | 5      | 1,89 м    |
| 2012 | Чемпионат Европы             | Хельсинки, Финляндия   | 3      | 1,92 м    |
| 2012 | Летние Олимпийские игры      | Лондон, Великобритания | 15 (q) | 1,90 м    |
| 2013 | Чемпионат Европы в помещении | Гётеборг, Швеция       | 10 (q) | 1,89 м    |